# انتروپاتی
انتروپاتی (انگلیسی: Enteropathy) به هرگونه آسیب‌شناسی روده اشاره دارد. اگرچه آنتریت به‌طور خاص به التهاب روده اشاره دارد، و بنابراین یک اصطلاح خاص تر از «انتروپاتی» است، این دو عبارت گاهی به جای هم استفاده می‌شوند.

## انواع
انواع خاص آنتروپاتی عبارتند از:
- لنفوم سلول T مرتبط با انتروپاتی
- انتروپاتی محیطی که به آن انتروپاتی گرمسیری نیز معروف است:

یک سندرم ناقص التهاب که با کیفیت محیط مرتبط است. علائم و نشانه‌ها شامل کاهش ظرفیت جذب و کاهش عملکرد سد روده کوچک است. این بیماری در بین کودکان و بزرگسالان در کشورهای کم درآمد و متوسط شیوع دارد.
- انتروپاتی ائوزینوفیلیک

وضعیتی که در آن ائوزینوفیل‌ها (نوعی از گلبول‌های سفید خون) در دستگاه گوارش و خون جمع می‌شوند. تجمع ائوزینوفیل در دستگاه گوارش می‌تواند منجر به تشکیل پولیپ، تجزیه بافت، التهاب و زخم شود.
- بیماری سلیاک

یک سندرم سوء جذب که با مصرف غذاهای حاوی گلوتن در یک فرد مستعد ایجاد می‌شود. این بیماری با التهاب روده کوچک، از دست دادن ساختار میکروویلی‌ها، کمبود جذب مواد مغذی و سوء تغذیه مشخص می‌شود.
- انتروپاتی ویروس نقص ایمنی انسانی (HIV).

با اسهال مزمن به مدت بیش از یک ماه و بدون علت عفونی آشکار در یک فرد HIV مثبت مشخص می‌شود. پنداشته می‌شود که به دلیل اثرات مستقیم یا غیرمستقیم HIV بر مخاط روده باشد.
- پلی اندوکرینوپاتی و آنتروپاتی تنظیم ایمنی، مرتبط با X
- انتروپاتی از دست دادن پروتئین[۶]
- انتروپاتی پرتویی[۷]

اگر این بیماری معده را نیز درگیر کند، به آن «گاستروانتروپاتی» می‌گویند.
در خوک‌ها، آنتروپاتی پرولیفراتیو خوک یک بیماری اسهالی است.